# Paxton (Nebraska)
Paxton è un comune degli Stati Uniti d'America, situato nello Stato del Nebraska, nella Contea di Keith.